# بارینگتون بلگریو
بارینگتون بلگریو (انگلیسی: Barrington Belgrave؛ زادهٔ ۱۶ سپتامبر ۱۹۸۰) بازیکن فوتبال اهل بریتانیا است.
از باشگاه‌هایی که در آن بازی کرده‌است می‌توان به باشگاه فوتبال بدفورد تاون، باشگاه فوتبال سنت نئوتز تاون، باشگاه فوتبال یئوویل تاون، باشگاه فوتبال ساوتند یونایتد، باشگاه فوتبال پلیموث آرگیل، باشگاه فوتبال فارن‌بورو، و باشگاه فوتبال لوس اشاره کرد.